# Fittleton cum Haxton
Fittleton cum Haxton är en civil parish i Storbritannien. Den ligger i grevskapet Wiltshire och riksdelen England, i den södra delen av landet, 120 km väster om huvudstaden London.